# 中福會兒童藝術劇院
中福會兒童藝術劇院是上海市的歷史建築，位於現靜安區華山路643號。這棟建築曾作為聖公會女校、美國學校使用。 1952年，宋慶齡捐贈這棟建築，並作為中福會兒童藝術劇院使用。
1994年，中福會兒童藝術劇院被列為第二批上海市優秀歷史建築，編號 B-Ⅲ-019。